# ミッドウェイ級航空母艦
ミッドウェイ級航空母艦（ミッドウェイきゅうこうくうぼかん、英語: Midway-class aircraft carrier）は、アメリカ海軍の航空母艦の艦級。
「究極の大戦型空母」と称されており、第二次世界大戦終結直後の1945年より計画では6隻の就役が想定されていたが、最終的に3隻のみ就役した。当時としては異例の大型空母であったこと、装甲飛行甲板を有していたことからジェット化にも対応できる余裕があり、度々改装を受けつつ、1992年まで運用されていた。

## 来歴
ミッドウェイ級の建造計画は1940年より着手された。当時、アメリカ海軍ではワシントン海軍軍縮条約失効後第1世代にあたるエセックス級の整備を進めており、ちょうど同年より発注が開始されたところであった。しかし海軍は、更に大型で、かつ強力な防御を備えた空母を求めており、これに応じて設計されたのが本級である。
大型空母に対しては、建造期間が長くかかることや、多数の搭載機が1隻に集中すること、それらを発進させるのに時間を要することなどについて批判もあったことから、基準排水量28,000トンで搭載機64機の案から45,000トン・120機搭載の案まで、複数の設計案が検討された。その中から、艦の規模や主機関、搭載機数の全てについて最大で、防御面でも最も堅牢な案が採択され、1942年半ばには基本的な構想がまとまった。

## 設計

### 船体
基本的な配置はエセックス級のそれが踏襲されているが、防御面を中心として大幅に強化されている。イギリス海軍のイラストリアス級航空母艦が優れた抗堪性を示したことから、同級に倣って飛行甲板の装甲化が導入されているほか、舷側にも、20.3センチ砲に抗堪しうる装甲が施された。これは、アメリカ海軍の作戦構想上、巡洋艦の護衛のもとでシーレーンへの攻撃作戦に参加することが想定されたことから、日本海軍の巡洋艦との交戦に備えた措置であった。各部の装甲厚は下記の通りである。
- 飛行甲板 - 89 mm
- 水線 - 左舷193 mm, 右舷178 mm
- デッキ - 51 mm
- 隔壁 - 160 mm
- 格納庫甲板 - 40mm

水中防御はアメリカの大型艦の手法が踏襲されて、多層構造による舷側の区画配置とされており、中央部では片舷あたり4区画となっている。また船底は3重底である。
イラストリアス級では格納庫を主船体内に収容して密閉式としていたのに対し、本級では格納庫甲板が上甲板とされ、格納庫も開放式とされている。すなわち、船体のうえに強固な装甲を施した飛行甲板を載せるという特殊な構造となっている。上部構造の重量増を抑えるため甲板幅は極力狭くされており、艦の大型化にもかかわらず、エセックス級とほぼ同程度となっている。しかしそれでも十分でなく、重心低下策として乾舷は低く抑えられている。このため、水面から飛行甲板の高さは約15メートルと、エセックス級より2メートル低くなった。この結果、荒天時にはしばしば飛行甲板まで波が達することとなった。
これを補うため、のちのSCB-110改装において、艦首はエンクローズド・バウに変更されている。しかし度重なる近代化改装のたびに排水量が増加することになり、そのたびに艦幅を広げてはいたものの乾舷の低下を抑えられていなかったことから、最後まで現役に留まっていた「ミッドウェイ」は1980年代に行われた最後の大規模改装で、吃水を浅くするためブリスターを取り付けている。ただしこれによって動揺周期が10秒程度と従来の半分に短縮してしまい、飛行作業上の障害となったことから、何らかの改正策が追加施行されたとみられている。
なお、ミッドウェイ級の船体幅は34.4メートルに達しており、パナマ運河を通航できない初のアメリカ海軍艦となった。

### 機関
主機関は従来の航空母艦と同様に蒸気タービン4基である。艦の大型化に伴い、合計出力は215,520馬力に強化されたことから、主ボイラーは12基とされている。ただし信頼性確保のため、蒸気性状はエセックス級と同じく圧力43 kgf/cm2 (610 lbf/in2)、温度454℃とされ、アイオワ級戦艦で採用されたような高温・高圧缶は見送られた。なお、蒸気タービンは「フランクリン・D・ルーズベルト」のみゼネラル・エレクトリック社製、残る2隻はウェスティングハウス・エレクトリック社製であったが、就役期間を経るに従いGE社製の主機関は故障が増え、同艦の早期退役の一因となった。
機関配置はモンタナ級戦艦と類似しており、4軸の推進器は内側と外側の2グループに区分される。内側の2軸を駆動する機関は船体中央部でシフト配置されている。一方、外側の2軸を駆動する機関は、左右舷にわかれて機関区画の後部に配置されている。
なお、抗堪性を重視して区画を細分化したことにより、機関部は計26区画となっている（エセックス級では8区画）。

## 能力

### 航空運用機能

#### 竣工時

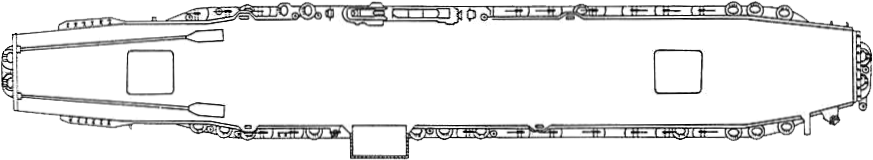
飛行甲板（1945年）

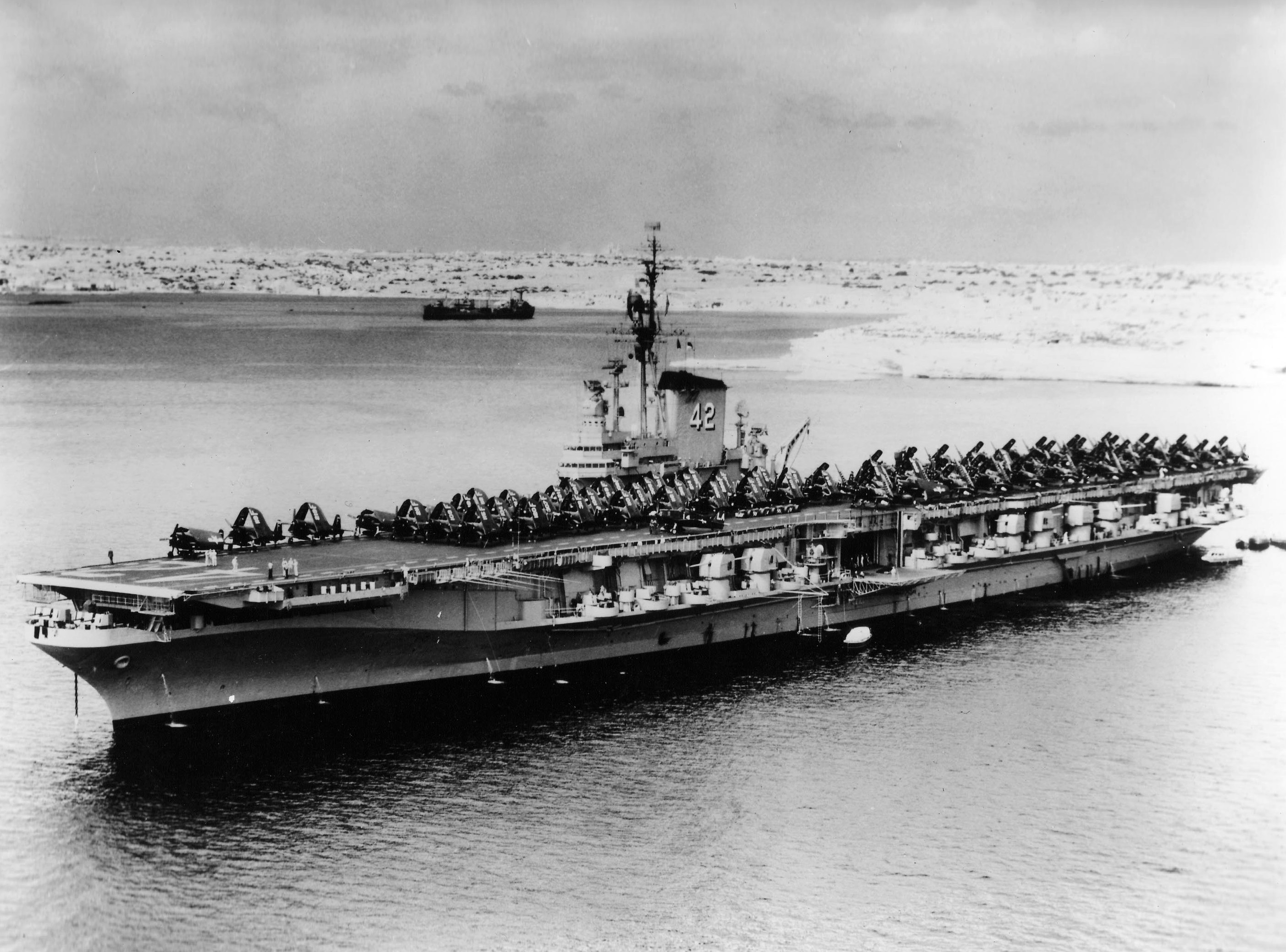
CVA-42 フランクリン・D・ルーズベルト（1948年 - 1949年）

飛行甲板は長さ281.6メートル×幅34.4メートルとされた。カタパルトは艦首側に油圧式のH4-1型を2基設置している。アレスティング・ギアはMk.5-0型であり、いずれもエセックス級と比して性能向上が図られている。
格納庫は上記の通り開放式で、長さ210.9メートル×幅29メートルであった。高さは5.3メートルと、こちらもエセックス級を踏襲したが、これは後の近代化改装でも増高することが難しく、ジェット時代には窮屈なものとなった（フォレスタル級以降では7.6メートル）。なお本級は、開放式格納庫を採用した最後のアメリカ空母であった。エレベーターのレイアウトはエセックス級と同様で、前後にインボード式のもの（16.7メートル×14.0メートル、力量26トン）を1基ずつ、また艦中部のアイランド対側にアウトボード式のものを1基の計3基を備えていた。
搭載機は下記の構成が予定されていた。
- F4U-4艦上戦闘機×64機
- F6F-5N夜間戦闘機×4機
- F6F-5P偵察機×4機
- SB2C艦上爆撃機×64機

就役時にはアベンジャー雷撃機も搭載されており、また1940年代末には、艦上戦闘機はF8F-1/2、艦上攻撃機はAD-1に更新された。
ミッドウェイ級は、その強力な航空艤装を活かして早期からジェット機の運用に着手した。1946年3月にはFR-1の運用試験が行われ、同年7月にはXFD-1（FH-1の試作機）の空母適合試験が行われた。同機の配備はこの時と1949年の2回のみであったが、発展型のF2Hは1950年以降度々配備された。またFJ-3/4もしばしば搭載された。F9Fの配備も行われたが、こちらは比較的小さいことが買われてエセックス級に重点的に配備されたこともあり、本級への搭載頻度は高くなかった。1953年にはF3D-2、1950年代末にはF4D-1も搭載されたが、いずれも短期間の搭載に留まった。
なおミッドウェイ級は、新型の大型艦上攻撃機であるAJを無改装で運用できる唯一の空母であったが、これはアメリカの核戦略上非常に重要であった。

#### SCB-110

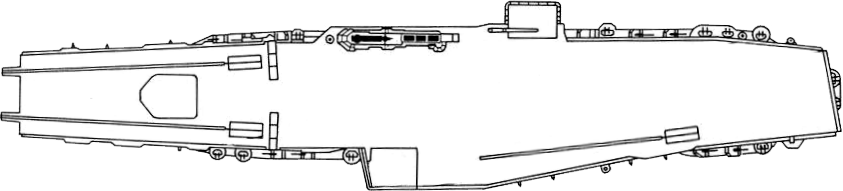
飛行甲板

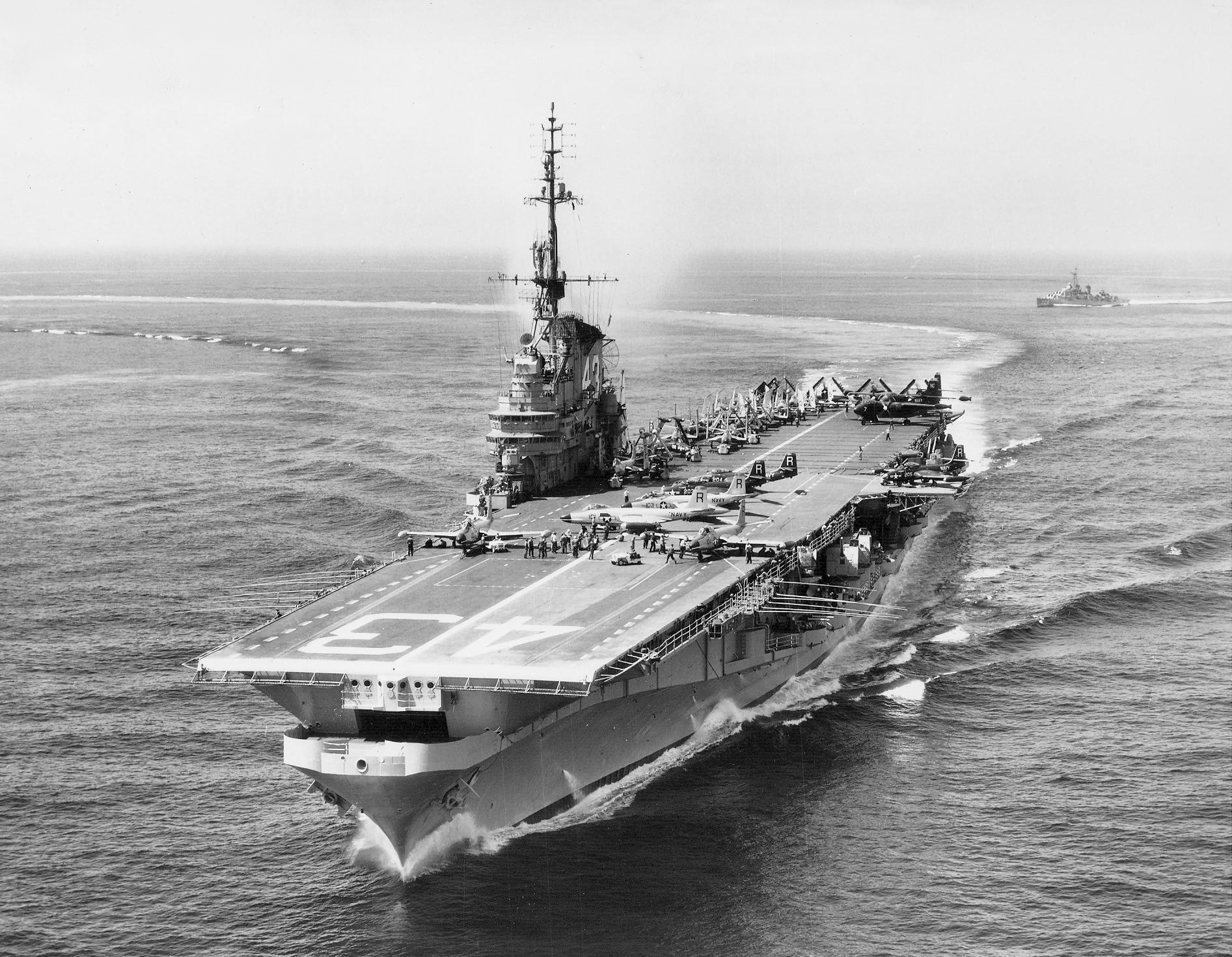
CV-43 コーラル・シー（1955年）

1940年代を通じて最有力の航空母艦として活躍したミッドウェイ級であったが、1950年代に入ると艦上機の大型化・高性能化に追随しきれなくなってきた。これを受けて実施されたのがSCB-110改装である。まず「フランクリン・D・ルーズベルト」が1956年までに、続いて「ミッドウェイ」が1957年までに改装を受けた。また最後に改装された「コーラル・シー」は先行2艦の実績をふまえて一部内容を変更したSCB-110A改装とされ、1960年に再就役した。
本改装は極めて大規模なもので、艦容は一変した。「ミッドウェイ」の場合、満載排水量は59,901トンから62,614トンへと増加したが、主機関は変更されなかったため、速力は30.6ノットと軽度低下した。主な改装内容は下記の通りである。
- 飛行甲板の改装 - 長さ6メートル、最大幅で17メートル拡張し、アングルド・デッキを採用した。またミラー・ランディング・システムも搭載された。
- エレベータの改装 - 後部のインボード式エレベータを艦橋構造物直後に移してアウトボード式とするとともに、17.1×13.4メートル、力量34トンに強化した。またSCB-110A改装では、更に前部のインボード式エレベータも艦橋構造物直前に移してアウトボード式に改めた。
- カタパルトの換装 - 蒸気式のC-11型3基を搭載した。
- 電装・兵装の換装・更新（個艦防御機能参照）
- エンクローズド・バウの採用（船体参照）

これにより、新世代の超大型空母であるフォレスタル級とほぼ比肩しうる航空運用能力が確保された。なお、改装によって航空要員が増加したが、飛行甲板の拡大に伴いギャラリ・デッキも拡大されたことから、居住区や関連設備の大規模改装も実施されている。
また航空機用の物資搭載量は下記の通りとなった。
- JP-5ジェット燃料 - 2,271 kL（艦の行動用燃料タンクを転用）
- 航空用ガソリン - 1,346 kL
- 航空機用弾薬 - 2,850トン

この改装により、大型のA3D（A-3）艦上攻撃機の運用が可能となった。1950年代末からは艦上戦闘機の超音速化も開始されており、F3H-2やF8U（F-8）が搭載された。またFJ-4と交代してA4D（A-4）軽攻撃機も配備されるようになった。

#### SCB-101/66

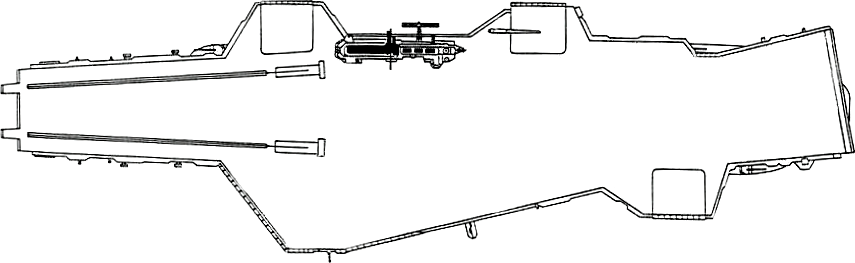
飛行甲板

1966年より「ミッドウェイ」を対象として2回目の大規模改装としてSCB-101/66改修が開始され、「コーラル・シー」のSCB-110A改装と同様にエレベータのレイアウトを変更するとともに強化、カタパルトもC-13型2基に換装、飛行甲板を拡張して着艦制動装置を更新するものであった。
また航空用ガソリンのタンクを廃止する一方、JP-5の搭載量を拡大して合計3,449トンとなった。これにより、航空艤装の各種諸元は下記のとおりとなった。
- 飛行甲板 - 長さ296.3×最大幅78.8メートル
- アングルドデッキ長 - 198.4メートル
- エレベータ - 19.2×15.9メートル、力量49.9トン

しかし、この改装には当初見積もりをはるかに上回る20億ドルを要したことから、「フランクリン・D・ルーズベルト」に対して予定されていたSCB-103/66改装は断念され、1968年より、エレベータの移設のみを行う限定的な改装が行われた。
1964年のベトナム戦争勃発時点での搭載機は下記のとおりであった。
- F-4B戦闘飛行隊
- F-8C/D戦闘飛行隊
- A-4C/D軽攻撃飛行隊×2個
- A-1H/J中攻撃飛行隊
- A-3B重攻撃飛行隊
- E-1B早期警戒分遣隊
- RF-8A写真偵察分遣隊
- UH-2A汎用ヘリコプター分遣隊

その後、A-1は1968年までにA-6に、A-4も1969年までにA-7に、それぞれ更新された。一方、F-4は、フォレスタル級などではF-14に更新されたが、本級ではF-4B/JにSLEP改修を施したF-4N/Sが搭載されて、1986年まで運用されていた。
早期警戒機はE-2Bに更新され、「フランクリン・D・ルーズベルト」にはその運用能力は付与されず、1977年に退役した。なお、1976年から1977年にかけて行われた同艦最後の海外展開の際には、海兵隊の第231海兵攻撃飛行隊（VMA-231）のAV-8Aが搭載された。しかし複雑な艦上機の発着管制作業において、異質な発着方法をとる垂直離着陸機は流れを乱すことが指摘され、以後、空母航空団にハリアーが加わることはなかった。

#### 1980年代
1977年に「フランクリン・D・ルーズベルト」が退役したのち、残る2隻も1982年から1986年にかけて順次に退役する予定とされていた。しかし1981年に採択された600隻艦隊構想に従い、1990年代まで現役に留めることになった。
まず「コーラル・シー」がF/A-18戦闘攻撃機とSH-3H哨戒ヘリコプターを搭載する小規模改修を受け、1985年より作戦任務に復帰した。この際に、同時にEA-6BとE-2Cの運用能力も付与されている。続いて1986年からは「ミッドウェイ」が改修を受けたが、同艦の改修は艦の安定性向上を目的としたブリスター追加など、より大規模なものとなった。

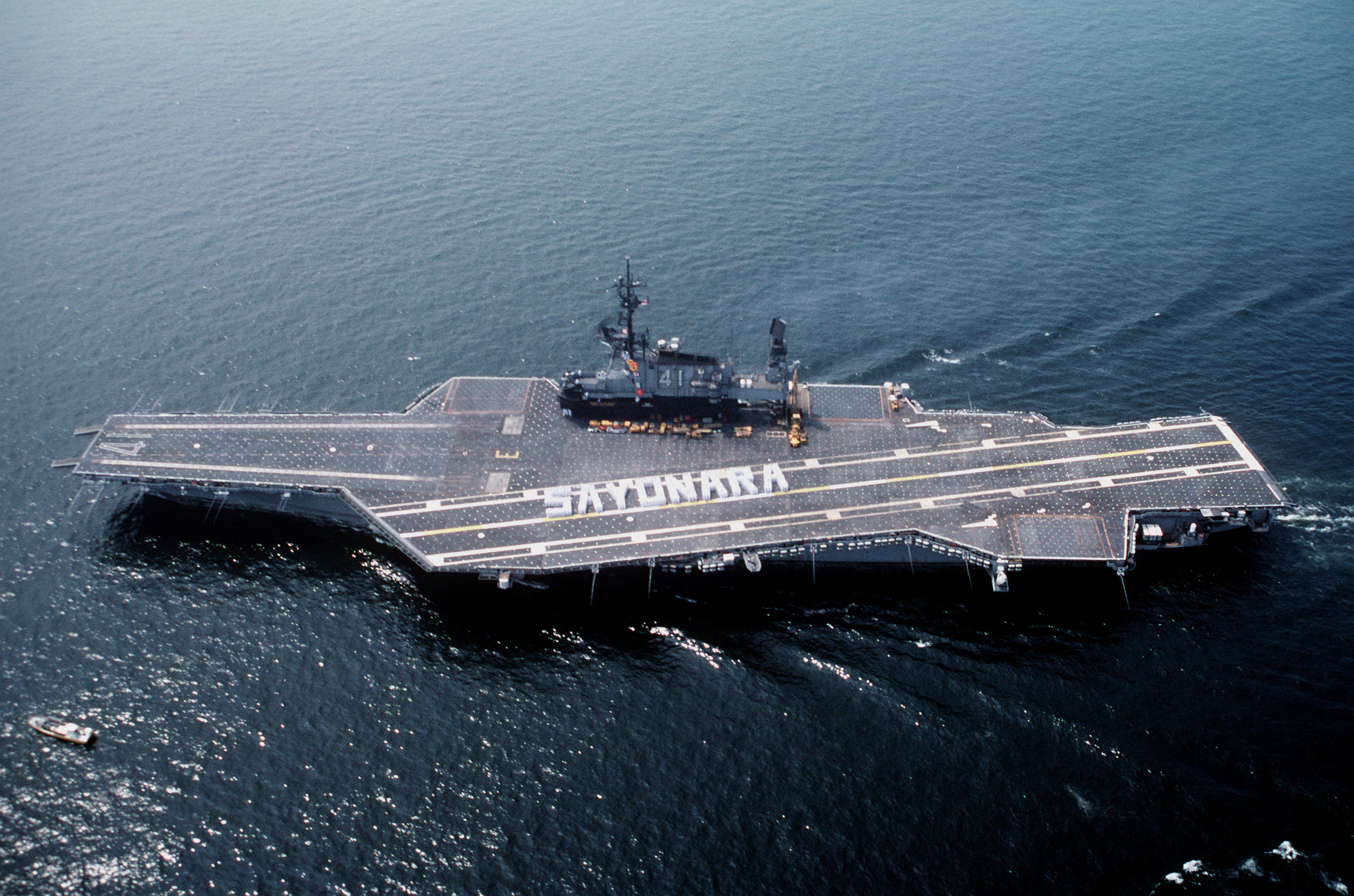
ミッドウェイ（1991年）

1990年時点での「ミッドウェイ」の搭載機は下記のとおりであった。
- F/A-18戦闘攻撃機×36機
- A-6艦上攻撃機×18機
- EA-6B電子戦機×4機
- E-2C早期警戒機×4機
- SH-3H哨戒ヘリコプター×6機

### 個艦防御機能
本級は、計画段階では20.3cm砲の搭載も検討されたが、最終的には、5インチ砲による対空火力主体のものとなった。新開発のMk.39 54口径5インチ単装砲が採用され、両舷に9基ずつの計18基を搭載した。ただし重心降下策の一環として舷側のかなり低い位置に装備したため、波浪の影響が大きかったとされる。それでも不十分であり、3番艦では搭載数を14基に減らし、1940年代末には先行する2隻も同様に削減したほか、近代化改装のたびに代償重量として数を減らすこととなった。砲射撃指揮装置（GFCS）としては当時標準的だったMk.37が採用され、艦橋上に1基、その直後の飛行甲板に1基、左舷舷側に2基が搭載された。
高角機銃としては、当初計画では4連装40mm機銃15基を備えることとされていたが、実際には増備されて21基となった。その後、1940年代末に、より強力な50口径3インチ連装速射砲に換装され、9基が搭載された。
「ミッドウェイ」ではSCB-101/66改装が完了した時点でも5インチ砲3基が残されていたが、これらも1970年代には全て撤去されて、後にシースパローBPDMSのMk.25 8連装ミサイル発射機3基とファランクス20mmCIWS 2基が搭載された。また「コーラル・シー」でも5インチ砲は全て撤去されたが、BPDMSは搭載されず、ファランクス20mmCIWS 3基が搭載された。
対空捜索レーダーは、当初はエセックス級と同様に艦橋上の前檣と艦橋構造物直後の後檣に1基ずつ備えており、その機種としてはSKやSR、AN/SPS-12が用いられていた。また、高角測定用のAN/SPS-8も併載されるようになった。その後、捜索レーダーはAN/SPS-37A、AN/SPS-43、また高角測定レーダーもAN/SPS-30と順次に更新されたのち、1980年ごろに、3次元式のAN/SPS-48Cと長距離捜索用のAN/SPS-49の組み合わせとなった。
また、「ミッドウェイ」ではSCB-101/66改装の際に海軍戦術情報システム（NTDS）が装備された。
なお、電子戦装置としては、1990年時点においてはAN/WLR-1電波探知装置とAN/WLR-10/11レーダー警報受信機、Mk 36 SRBOC（Mk.137 6連装デコイ発射機4基）が搭載されていたほか、電波妨害装置として、「ミッドウェイ」ではAN/SLQ-17、「コーラル・シー」ではAN/ULQ-6も搭載されていた。

## 諸元表

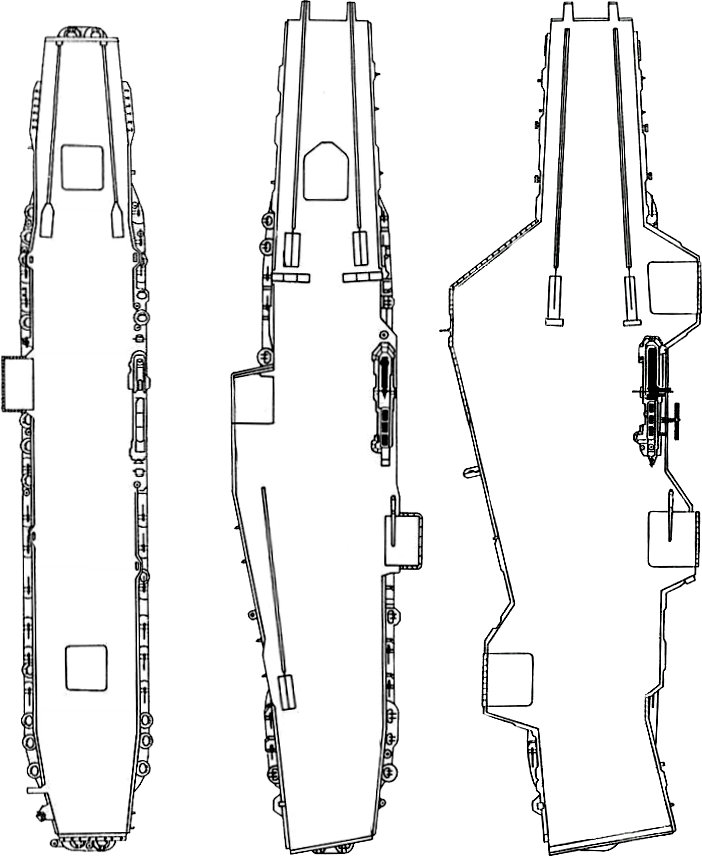
ミッドウェイの変遷
左から1945年、1957年、1970年

|              |                 | 建造時                             | SCB-110/110A改装時                     | SCB-101/66改装時 （ミッドウェイのみ）                  |
| ------------ | --------------- | ---------------------------------- | -------------------------------------- | ------------------------------------------------------ |
| 船体         | 基準排水量      | 45,000 t                           | 51,000 t （コーラル・シーは52,500t）   | 不明                                                   |
| 船体         | 満載排水量      | 60,100 t                           | 65,200 t - 68,000 t                    | 70,000 t                                               |
| 船体         | 全長            | 295.05 m                           | 305.26 m                               | 305.26 m                                               |
| 船体         | 水線幅 / 最大幅 | 34.44 m / 49.68 m                  | 34.4 m / 78.79 m                       | 34.4 m / 78.79 m                                       |
| 船体         | 深さ            | 不明                               | 25.6 m                                 | 25.6 m                                                 |
| 船体         | 吃水            | 10,5 m                             | 10.67 m                                | 10.67 m                                                |
| 機関         | 方式            | ウェスティングハウス式蒸気タービン | ウェスティングハウス式蒸気タービン     | ウェスティングハウス式蒸気タービン                     |
| 機関         | 出力            | 212,000 hp                         | 212,000 hp                             | 212,000 hp                                             |
| 機関         | 推進器          | スクリュープロペラ×4軸             | スクリュープロペラ×4軸                 | スクリュープロペラ×4軸                                 |
| 機関         | 速力            | 33 kt                              | 30.6 kt                                | 30.6 kt                                                |
| 兵装         | 砲熕            | Mk.39 5インチ単装砲×18基           | Mk.39 5インチ単装砲×3基                | Mk.39 5インチ単装砲×3基 ※後日ファランクスCIWS2基に交換 |
| 兵装         | 砲熕            | 40mm4連装機銃×21基                 | Mk.33 3インチ単装砲×9基                | —                                                      |
| 兵装         | 砲熕            | 20mm単装機銃×68基                  | —                                      | —                                                      |
| 兵装         | ミサイル        | —                                  | —                                      | シースパロー8連装発射機×2基                            |
| 航空運用機能 | 搭載機数        | 136 - 145機 ※朝鮮戦争時100機前後   | 68 - 80機（ベトナム戦争 - 退役時）     | 68 - 80機（ベトナム戦争 - 退役時）                     |
| 航空運用機能 | 航空用ガソリン  | 120万 gal (454万2,494 ℓ)           | 120万 gal (454万2,494 ℓ)               | —                                                      |
| 航空運用機能 | ジェット燃料    | —                                  | 2,271 ℓ （艦の行動用燃料タンクを転用） | 3,449 t                                                |
| 航空運用機能 | 航空機用兵器    | 不明                               | 1,400 t                                | 1,400 t                                                |
| 航空運用機能 | カタパルト      | 蒸気式×2基                         | 蒸気式×3基 （ルーズベルトは2基）       | 蒸気式×2基                                             |
| 航空運用機能 | 制動索          | 4索                                | 4索                                    | 4索                                                    |
| 航空運用機能 | エレベーター    | 3基                                | 3基                                    | 3基                                                    |

## 同型艦
| 艦番号              | 艦名                                                   | 建造                                        | 発注                                        | 起工                                        | 進水                                        | 就役                                        | 退役                                        |
| ------------------- | ------------------------------------------------------ | ------------------------------------------- | ------------------------------------------- | ------------------------------------------- | ------------------------------------------- | ------------------------------------------- | ------------------------------------------- |
| CV-41 CVB-41 CVA-41 | ミッドウェイ USS Midway                                | ニューポート・ニューズ                      | 1942年 8月1日                               | 1943年 10月27日                             | 1945年 3月20日                              | 1945年 9月10日                              | 1992年 4月11日                              |
| CV-42 CVB-42 CVA-42 | フランクリン・D・ルーズベルト USS Franklin D.Roosevelt | ニューヨーク                                |                                             | 1943年 12月1日                              | 1945年 4月29日                              | 1945年 10月27日                             | 1977年 10月1日                              |
| CV-43 CVB-43 CVA-43 | コーラル・シー USS Coral Sea                           | ニューポート・ニューズ                      | 1943年 6月14日                              | 1944年 7月10日                              | 1946年 4月2日                               | 1947年 10月1日                              | 1990年 4月26日                              |
| CV-44               | 未命名                                                 | 予算の承認を得られず1943年1月11日キャンセル | 予算の承認を得られず1943年1月11日キャンセル | 予算の承認を得られず1943年1月11日キャンセル | 予算の承認を得られず1943年1月11日キャンセル | 予算の承認を得られず1943年1月11日キャンセル | 予算の承認を得られず1943年1月11日キャンセル |
| CVB-56              | 未命名                                                 | 予算の承認を得られず1945年3月27日計画中止   | 予算の承認を得られず1945年3月27日計画中止   | 予算の承認を得られず1945年3月27日計画中止   | 予算の承認を得られず1945年3月27日計画中止   | 予算の承認を得られず1945年3月27日計画中止   | 予算の承認を得られず1945年3月27日計画中止   |
| CVB-57              | 未命名                                                 | 予算の承認を得られず1945年3月27日計画中止   | 予算の承認を得られず1945年3月27日計画中止   | 予算の承認を得られず1945年3月27日計画中止   | 予算の承認を得られず1945年3月27日計画中止   | 予算の承認を得られず1945年3月27日計画中止   | 予算の承認を得られず1945年3月27日計画中止   |

装甲化と重兵装から、ミッドウェイ級は当初CVB（大型空母）として種別された。しかし、フォレスタル級より小型のミッドウェイ級が「大型」と称されるのは不合理と指摘されて、1952年10月1日付けで、同級と同じCVA（攻撃空母）に種別変更された。
ミッドウェイ級は朝鮮戦争には派遣されず、主として地中海に展開した。その後、ベトナム戦争に派遣されている。「コーラル・シー」はベトナム水域に展開し、「ミッドウェイ」は3つの作戦に従事した。「フランクリン・D・ルーズベルト」は再び地中海に配備される直前に短期の戦闘配備が行われた。
老朽化にともない1977年に「フランクリン・D・ルーズベルト」が退役した。同艦の最終時にはAV-8 ハリアーが搭載されSTOVL機の運用テストが行われている。
残りの2隻は1980年にロナルド・レーガン大統領が就任し600隻艦隊構想を打ち出したため退役を免れ、耐用年数を延長するための改修が行われた。
「ミッドウェイ」はアメリカ海軍が湾岸戦争に派遣した6隻の空母のうちの1隻であったが、戦争の数ヶ月後に退役が決定した。
「コーラル・シー」は法的、環境的問題から6年の長期に渡ってゆっくりと解体され、「ミッドウェイ」は10年間モスボール状態で保管された後、現在はサンディエゴ博物館として一般に開放されている。
ちなみに「ミッドウェイ」の母港は横須賀で、唯一海外で改装工事を受けた空母となった。
他にも、同型艦には3隻の追加建造が予定されており、実現すれば6隻の空母が揃ったわけだが、最終的に3隻に縮小された。

## 登場作品
『征途』
「ミッドウェイ」が登場する。留萌～釧路以北が分断され、日本が二つに分かれた世界で、1991年の湾岸戦争時に、日本民主主義人民共和国空軍イラク派遣部隊・ソ連軍のイラク軍事顧問団による飽和攻撃作戦を受ける。護衛艦艇ともども多数のミサイルを被弾、空対艦ミサイル（Kh-35およびKh-22を含む）9発と地対艦ミサイル（C-201）2発が命中し撃沈される。15時間以上炎上したのちに沈没という描写により、本級の高い抗堪性を示している。
『沈黙の艦隊』
「ミッドウェイ」が登場する。第3艦隊旗艦として艦隊各艦に原子力潜水艦「やまと」を援護する海上自衛隊第2護衛艦隊を攻撃させるが、「やまと」から発射されたチャフ入りのハープーンでレーダーを無力化されて身動きが取れなくなり、その隙に「やまと」から魚雷8本の一斉射撃を受け、うち4本が命中し撃沈される。
後に制作されたOVA版では制作当時すでに退役していたため登場せず、原子力空母「エンタープライズ」が同じ役柄を担っている。実写版でも同様であり、こちらではニミッツ級空母「エイブラハム・リンカーン」が同じ役柄を担っている。
『ニセコ要塞1986』
「ミッドウェイ」が登場する。作中では、艦上にIBM軍総本部が置かれ、東太平洋を遊弋している「IBM艦隊」の旗艦として描写されている。なお、「IBM艦隊」は続編の「十和田要塞1991」でも登場しているが、こちらでの旗艦は不明。
『提督の決断シリーズ』
PC版の『提督の決断III』において、アメリカの新型空母のグラフィック候補にミッドウェイ級が候補として存在する。コンピュータが建造する場合「ウォルヴェリン型」として登場する。この場合高角砲14門、速力34ノット、搭載機数100機と架空のものになっている。